# Девети конгрес на БКП
Деветият конгрес на Българската комунистическа партия се провежда в София между 14 и 19 ноември 1966 г.
Присъстват 1526 делегати и 73 делегации на работнически, комунистически и социалистически партии и движения. Конгресът обсъжда отчет на ЦК и отчет на ЦРК; утвърждава директиви за Петата петилетка (1966 – 1970); внася изменения в Устава на БКП (премахва кандидатския партиен стаж) и избира нов Централен комитет от 137 членове и 87 кандидат-членове и ЦРК от 73 членове.